# Вішньове (округ Жиліна)
Вішньове (словац. Višňové) — село, громада округу Жиліна, Жилінський край, регіон Горне Поважіє. Кадастрова площа громади — 15,17 км².
Населення 2883 особи (станом на 31 грудня 2018 року).

## Історія
Вішньове згадується 1393 року.

## Населення
| Рік:            | 1994. | 2004.   | 2014.   | 2024.   |
| --------------- | ----- | ------- | ------- | ------- |
| Кількість осіб: | 2436  | 2520    | 2750    | 3013    |
| Різниця:        |       | +3,44 % | +9,12 % | +9,56 % |

| Рік:            | 2023. | 2024.   |
| --------------- | ----- | ------- |
| Кількість осіб: | 3010  | 3013    |
| Різниця:        |       | +0,09 % |